# San Marino op het Eurovisiesongfestival 2020
San Marino zou deelnemen aan het Eurovisiesongfestival 2020 in Rotterdam, Nederland. Het zou de 11de deelname van het land aan het Eurovisiesongfestival geweest zijn. SMRTV was verantwoordelijk voor de San Marinese bijdrage voor de editie van 2020.

## Selectieprocedure
Op 10 juni 2019 gaf de San Marinese nationale omroep te kennen te zullen deelnemen aan de volgende editie van het Eurovisiesongfestival. Op 6 maart 2020 maakte SMRTV bekend dat zangers Senhit het land zou gaan vertegenwoordigen in Rotterdam. Senhit – toen zonder ‘h’ – zong in 2011 al voor de ministaat. Met Stand by strandde ze destijds in de halve finale. 
Het nummer waarmee Senhit naar Rotterdam zou trekken werd gekozen via een internetselectie waarbij het publiek kon kiezen tussen twee nummers: Freaky! en Obsessed. Vanaf 7 maart kon er online gestemd worden tot en met zondagavond 8 maart 23.59u. Op 9 maart werd duidelijk dat Freaky! de inzending van San Marino zou zijn.

## In Rotterdam
In Rotterdam zou San Marino aantreden tijdens de tweede halve finale, op donderdag 14 mei 2020. Het Eurovisiesongfestival 2020 werd evenwel geannuleerd vanwege de COVID-19-pandemie.